# Lista del patrimonio culturale immateriale che necessita di urgente tutela
La lista del patrimonio culturale immateriale che necessita di urgente tutela (in inglese List of Intangible Cultural Heritage in Need of Urgent Safeguarding,) è una delle tre liste stilate dall'UNESCO nell'ambito dell'applicazione della Convenzione per la salvaguardia del patrimonio culturale immateriale e comprende gli elementi del patrimonio culturale immateriali considerati a rischio e che necessitano di misure urgenti per la loro tutela.
L'inserimento di un bene avviene su richiesta dello stato (o degli stati) proponente, il bene deve soddisfare tutti i seguenti criteri.
- L'elemento deve essere un bene immateriale.
  - Il bene necessita di misure perché il suo mantenimento è a rischio nonostante gli sforzi della sua comunità, gruppo, individui o stato
  - Il bene necessita di misure poiché sta affrontando una situazione di rischio che fa presumere che non possa superare+
- Sono state elaborate delle misure di che permettano la pratica e trasmissione del bene
- La nomina è avvenuta con una larga partecipazione della comunità o gruppo di riferimento
- Il bene deve essere registrato in un inventario nazionale.
- In caso di estrema urgenza lo stato o le parti coinvolte sono state consultate sull'iscrizione del bene.

A dicembre 2024 risultano iscritti 81 elementi.

## Elenco
| Stato               | Descrizione | Anno di iscrizione | Regione geografica | Riferimento |
| ------------------- | --- | ------------------ | ------------------ | ----------- |
| Albania             | Xhubleta, competenze, realizzazione e forme di utilizzo                                                                   | 2022               | ENA                | Link        |
| Algeria             | Conoscenze e competenze dei misuratori d'acqua foggaras o degli ufficiali giudiziari dell'acqua di Touat e Tidikelt       | 2018               | AST                | Link        |
| Azerbaigian         | Chovqan, un tradizionale gioco a cavallo Karabakh nella repubblica dell'Azebaigian                                        | 2013               | ENA                | Link        |
| Azerbaigian         | Yallı (Kochari e Tenzere), tradizionali danze di gruppo del Naxçıvan                                                      | 2018               | ENA                | Link        |
| Bielorussia         | Il rito del Kalyady Tsars (Tsars di Natale)                                                                               | 2009               | ENA                | Link        |
| Bielorussia         | Il rito di primavera dello Juraŭski Karahod                                                                               | 2019               | ENA                | Link        |
| Botswana            | La creazione di oggetti in terracotta nel distretto di Ktaleng in Botswana                                                | 2012               | AFR                | Link        |
| Botswana            | La musicale Dikopelo dei Bakgatla ba Kgafela nel distretto di Kgatleng                                                    | 2017               | AFR                | Link        |
| Botswana            | La danza Seperu e le pratiche ad essa associate                                                                           | 2019               | AFR                | Link        |
| Botswana            | Il rituale del Wosana e pratiche associate                                                                                | 2024               | AFR                | Link        |
| Brasile             | Yaokwa, il rituale della popolazione Enawene Nawe per il mantenimento dell'ordine sociale e cosmico                       | 2011               | LAC                | Link        |
| Cambogia            | Chapei dang veng | 2016               | APA                | Link        |
| Cambogia            | Lkhon Khol Wat Svay Andet                                                                                                 | 2018               | APA                | Link        |
| Cile                | La ceramica Quinchamalí e di Santa Cruz de Cuca                                                                           | 2022               | LAC                | Link        |
| Cina                | Meshrep | 2010               | APA                | Link        |
| Cina                | La tecnologia delle paratie stagne nelle giunche cinesi                                                                   | 2010               | APA                | Link        |
| Cina                | La stampa a caratteri mobili della Cine                                                                                   | 2010               | APA                | Link        |
| Cina                | La narrazione Yimakan degli Hezhen                                                                                        | 2011               | APA                | Link        |
| Colombia            | La musica tradizionale Vallenato della regione della regione del fiume Magdalena                                          | 2015               | LAC                | Link        |
| Colombia            | Le conoscenze e tecniche legate alla vernice Pasto di resina mopa-mopa di Putumayo e Nariño                               | 2020               | LAC                | Link        |
| Colombia Venezuela  | Llanos, le canzoni di lavoro colombiane-venezuelane                                                                       | 2017               | LAC                | Link        |
| Croazia             | Il canto Ojkanje | 2010               | ENA                | Link        |
| Egitto              | Le marionette tradizionali—Al-Aragoz                                                                                      | 2018               | AST                | Link        |
| Egitto              | La tessitura a mano dell'alto Egitto (Sa'eed)                                                                             | 2020               | AST                | Link        |
| Emirati Arabi Uniti | La tradizionale tessitura Al Sadu degli Emirati Arabi Uniti                                                               | 2011               | AST                | Link        |
| Emirati Arabi Uniti | Al Azi, l'arte di recitare poesie di lode, orgoglio e forza d'animo                                                       | 2017               | AST                | Link        |
| Estonia             | Costruzione e uso delle piroghe nella regione di Soomaa                                                                   | 2021               | ENA                | Link        |
| Filippine           | Buklog, sistema rituale di ringraziamento dei Subanon                                                                     | 2019               | APA                | Link        |
| Francia             | Cantu in paghjella, una tradizione orale laica e liturgica della Corsica                                                  | 2009               | ENA                | Link        |
| Gibuti              | Xeedho | 2023               | AFR                | Link        |
| Guatemala           | Cerimonia Nan Pa'ch | 2013               | LAC                | Link        |
| Indonesia           | Danza Saman | 2011               | APA                | Link        |
| Indonesia           | Noken la borsa multifunzione tessuta o annodata dei Papuani                                                               | 2012               | APA                | Link        |
| Indonesia           | Il reog della Reggenza di Ponorogo                                                                                        | 2024               | APA                | Link        |
| Iran                | Naqqāli, la narrazione drammatizzata iraniana                                                                             | 2011               | APA                | Link        |
| Iran                | La tradizionale tecnica di costruzione e di navigazione delle barche iraniane Lenj nel Golfo Persico                      | 2011               | APA                | Link        |
| Kenya               | Tradizioni e pratiche legate ai siti sacri nelle Foreste sacre dei Kaya del popolo Mijikenda                              | 2009               | AFR                | Link        |
| Kenya               | La danza Isukuti delle comunità Isukha e Idakho del Kenya occidentale                                                     | 2014               | AFR                | Link        |
| Kenya               | Rituali e pratiche legate al tempio Kit Mikayi                                                                            | 2019               | AFR                | Link        |
| Kenya               | Enkipaata, Eunoto e Olng'esherr, tre riti di passaggio della comunità Maasai                                              | 2018               | AFR                |             |
| Kirghizistan        | Ala-kiyiz e Shyrdak, l'arte dei tradizionali tapperi kirghisi                                                             | 2012               | APA                | Link        |
| Lettonia            | Lo spazio culturale Suiti                                                                                                 | 2009               | ENA                | Link        |
| Macedonia del Nord  | Glasoechko, il canto maschile a due voci di Dolni Polog                                                                   | 2015               | ENA                | Link        |
| Malaysia            | Mek Mulung | 2023               | APA                | Link        |
| Mali                | Sanké mon, il rito collettivo di pesca dei Sanké                                                                          | 2009               | AFR                | Link        |
| Mali                | La società segreta dei Kôrêdugaw, il rito della saggezza in Mali                                                          | 2011               | AFR                | Link        |
| Mali                | Pratiche ed espressioni culturali legate al M'Bolon', il tradizionale strumento da percussione                            | 2021               | AST                | Link        |
| Mauritania          | L'epica moresca T'heydinn                                                                                                 | 2011               | AST                | Link        |
| Mauritius           | Sega Tambour Chagos | 2019               | AFR                | Link        |
| Micronesia          | L'orientamento e la costruzione di canoe delle Isole Caroline                                                             | 2021               | APA                | Link        |
| Mongolia            | La tradizionale danza folk mongola Biyelgee                                                                               | 2009               | APA                | Link        |
| Mongolia            | Il flauto longitudinale Tsuur                                                                                             | 2009               | APA                |             |
| Mongolia            | La poesia epica mongola tuuli                                                                                             | 2009               | APA                | Link        |
| Mongolia            | Le performance di canto folk e limbe con la tecnica della respirazione circolare                                          | 2011               | APA                | Link        |
| Mongolia            | La calligrafia mongola | 2013               | APA                | Link        |
| Mongolia            | I rituali di persuasione dei cammelli                                                                                     | 2015               | APA                | Link        |
| Mongolia            | La tradizione mongola dei metodi per santificare i luoghi sacri                                                           | 2017               | APA                | Link        |
| Mozambico           | Ingoma Ya Mapiko | 2023               | AFR                | Link        |
| Marocco             | La danza marziale Taskiwin, dell'Atlante occidentale                                                                      | 2017               | AFR                | Link        |
| Namibia             | Aixan/Gana/Ob#ANS TSI //Khasigu, musica suoni e competenze ancestrali                                                     | 2020               | AFR                | Link        |
| Paraguay            | Tecniche ancestrali e tradizionali dell'elaborazione del Poncho Para'i de 60 Listas della città di Piribebuy, in Paraguay | 2023               | LAC                | Link        |
| Pakistan            | Suri jagek (osservazione del sole)                                                                                        | 2018               | APA                | Link        |
| Perù                | Eshuva, le preghiere al sole Harákmbut della popolazione peruviana Huachipaeri                                            | 2011               | LAC                | Link        |
| Portogallo          | La produzione di campanacci per mucche                                                                                    | 2015               | ENA                | Link        |
| Portogallo          | La produzione di ceramica nera Bisalhães                                                                                  | 2016               | ENA                | Link        |
| Siria               | Il teatro d'ombre | 2018               | AST                | Link        |
| Siria               | La tradizionale soffiatura del vetro siriana                                                                              | 2023               | AST                | Link        |
| Timor Est           | I tessili tradizionali Tais                                                                                               | 2021               | APA                | Link        |
| Turchia             | Il linguaggio fischiato turco degli uccelli                                                                               | 2017               | ENA                | Link        |
| Turchia             | La muratura tradizionale Ahlat                                                                                            | 2022               | ENA                | Link        |
| Turchia             | Conoscenze tradizionali, metodi e pratiche della coltivazione delle olive                                                 | 2023               | ENA                | Link        |
| Uganda              | Bigwala, la tromba di zucca, la sua musica e le danze del regno Busoga in Uganda                                          | 2012               | AFR                | Link        |
| Uganda              | La tradizione Empaako dei Batooro, Banyoro, Batuku, Batagwenda e Banyabindi dell'Uganda occidentale                       | 2013               | AFR                | Link        |
| Uganda              | La cerimonia di purificazione dei bambini maschi del popolo Lango nell'Ugande centro settentrionale                       | 2014               | AFR                | Link        |
| Uganda              | La tradizione orale Koogere dei popoli Basongora, Banyabindi e Batooro                                                    | 2015               | AFR                | Link        |
| Uganda              | La musica dei liuti a giogo Ma'di e le danze                                                                              | 2016               | AFR                | Link        |
| Ucraina             | I canti cosacchi della regione di Dnipropetrovsk                                                                          | 2016               | ENA                | Link        |
| Ucraina             | Cultura del borscht ucraino                                                                                               | 2022               | ENA                | Link        |
| Venezuela           | La tradizione orale Mapoyo e i suoi punti di riferimento nel territorio ancestrale                                        | 2014               | LAC                | Link        |
| Vietnam             | Il canto Ca trù | 2009               | APA                | Link        |
| Vietnam             | L'arte della ceramica della popolazione Chăm                                                                              | 2022               | APA                | Link        |